# Niestępówka
Niestępówka – struga, prawy dopływ Narwi o długości 19,52 km. 
Płynie przez Nizinę Północnomazowiecką, w województwie mazowieckim w gminach Winnica i Pokrzywnica.
Miejscowości położone nad Niestępówką to: Rębkowo, Winnica, Zbroszki, Skarżyce, Golądkowo, Łępice, Niestępowo Włościańskie, Koziegłowy, Olbrachcice.